# علي غلتكين كلنتش
علي غُلتِكين كِلِنتش (بالتركية: Ali Gültekin Kılınç)‏, (ولد: 22 سبتمبر 1966, «نازيلْ لي» في آيدين، تركيا) اقتصادي، رجل «صناعي» وسياسي تركي. ونائب سابق في البرلمان التركي في دورته (24) ممثلا عن حزب العدالة والتنمية.